# Majestic Motor Car Company
Majestic Motor Car Company war ein US-amerikanischer Hersteller von Automobilen.

## Unternehmensgeschichte
Das Unternehmen wurde 1916 in Chicago in Illinois gegründet. Im gleichen Jahr begann die Produktion von Automobilen. Der Markenname lautete Majestic. Noch 1916 endete die Produktion, als das Unternehmen in die Insolvenz ging.
Weitere amerikanische Hersteller von Personenkraftwagen der Marke Majestic waren Majestic Motor Company und Larrabee-Deyo Motor Truck Company.

## Fahrzeuge
Im Angebot standen zwei Modelle.
Der 30 HP hatte einen Vierzylindermotor mit 30 PS Leistung. Er war als Tourenwagen karosseriert und kostete 1075 US-Dollar.
Der 45 HP hatte einen Sechszylindermotor. Er leistete 45 PS. Der Aufbau ist nicht angegeben. Der Neupreis betrug 1530 Dollar.